# Strach i pożądanie
Strach i pożądanie (ang. Fear and Desire) – fabularny debiut Stanleya Kubricka. Film opowiada o grupie żołnierzy osaczonych na terytorium wroga podczas fikcyjnej wojny.

## Fabuła
Film rozpoczyna się komentarzem narratora spoza kadru. Akcja rozgrywa się podczas wojny między dwoma niezidentyfikowanymi państwami. Samolot transportujący czterech żołnierzy rozbija się sześć mil za linią wroga. Docierają do rzeki i budują tratwę mając nadzieję, że uda im się dołączyć do batalionu. W trakcie jej przygotowywania pojawia się mała chłopka mówiąca w obcym języku. Mężczyźni zatrzymują ją i przywiązują pasami do drzewa. Zostawiają upośledzonego umysłowo żołnierza, aby jej pilnował. Dziewczynie udaje się wyswobodzić, ale zostaje przez niego zastrzelona. W trakcie tej sceny mężczyzna wykrzykuje fragmenty Burzy Williama Szekspira. Drugi z żołnierzy przekonuje dowódcę do podjęcia samodzielnego rejsu w związku z planem zdobycia siedziby wrogiego generała w pobliskiej bazie. Pozostałej dwójce udaje się zinfiltrować przyczółek przeciwnika. Odnajdują generała i zabijają go wraz z jego współpracownikiem. Okazuje się, że wyglądają tak samo jak oni (zagrali ich ci sami aktorzy).

## Produkcja
Przed nakręceniem Fear and desire Kubrick fotografował dla magazynu Look. W 1951 nakręcił dwa krótkometrażowe filmy dokumentalne: Day of the Fight oraz Flying Padre. Opierając się na tych doświadczeniach Kubrick uznał, że jest gotowy wyreżyserować film fabularny. Porzucił swoją dotychczasową pracę i skupił się na realizacji filmu Fear and Desire.
Scenariusz został napisany przez jego kolegę Howarda Sacklera z którym uczęszczał do tej samej klasy w William Howard Taft High School położonej na Bronksie.
Fundusze na Fear and Desire reżyser zebrał od członków rodziny i znajomych, z czego większość dostał od Martina Pervelera, jego wuja prowadzącego dochodową aptekę. Pierwotny budżet oszacowano na ok. 10 000 USD.
Przy produkcji filmu pracowało 15 osób: pięciu aktorów (Paul Mazursky, Frank Silvera, Kenneth Harp, Steve Coit i Virginia Leith), sześciu członków ekipy (wliczając w to Stanleya Kubricka i jego pierwszą żonę, Tobię Metz) oraz czterech meksykańskich robotników zatrudnionych do transportu sprzętu po kalifornijskich górach San Gabriel, gdzie kręcono film. Kubrick pełnił funkcję reżysera, producenta, operatora oraz montażysty.
Z powodu ograniczeń budżetowych Kubrick był zmuszony improwizować z wykorzystaniem dostępnego sprzętu. Do stworzenia efektu mgły wykorzystał spryskiwacz do upraw – ekipa miała problemy z oddychaniem, gdyż urządzenie wciąż zawierało środek owadobójczy. Do ruchomych ujęć wykorzystano natomiast wózek dziecięcy.
Kubrick napotkał na kilka problemów podczas postprodukcji. Nakręcił film bez dźwięku i planował później dodać ścieżkę dialogową wraz z muzyką i efektami dźwiękowymi. Spowodowało to znaczny wzrost kosztów ukończenia filmu. W celu zabezpieczenia środków zebrał drugą ekipę i zrobił zdjęcia do filmu telewizyjnego o Abrahamie Lincolnie.
Kubrick miał również trudności z montażem kluczowej sceny, w której jeden z żołnierzy rzuca talerz z fasolą na podłogę i wchodzi w kadr z niewłaściwej strony. Jego aktorzy przekroczyli tzw. „linię reżysera” i konieczne było odwrócenie negatywu w celu zachowania ciągłości obrazu. Oznaczało to kolejny nieplanowany wydatek.